# 河套

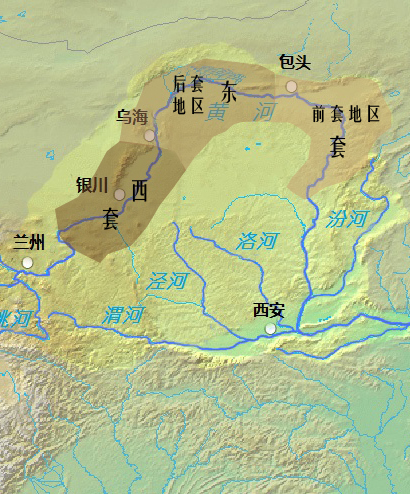
黄河上・中流の地形図

黄河の上・中流の都市には重要都市が多い

河套（かとうまたは河套地域とは、中国北西部で黄河上・中流が「几」の字のような形で大きく時計回りに湾曲して流れる地域で、「河套」は「河（黄河）に包まれた場所」というような意味である。その形からオルドス・ループ（Ordos Loop）ともよばれる。

## 概要
黄河は甘粛省蘭州平野を経て、賀蘭山脈とオルドス高原の間を北上して、内モンゴル自治区の陰山山脈に当たって東転し、さらに山西省の呂梁山脈に当たって南転する。こうした地域は「河套」と呼ばれて、銀川市、オルドス市、包頭市、フフホト市、楡林市、延安市など、古来よりさまざまな重要都市が設置された。
河套地域は、寧夏回族自治区の「西套」（中国語：西套; 拼音: Xītào）と内モンゴル自治区の「東套」（中国語：東套; 拼音: Dōngtào）の2つの主要な部分に分けられる。
西部は、石嘴山、銀川、呉忠周辺の沖積平野である銀川平原（中国語：銀川平原、別名寧夏平原）と、中衛周辺の衛寧平原（中国語：衛寧平原）を含む。東部はさらに2つの部分に分けられ、西側は、バヤンノールと烏海周辺のバヤンノール平原（中国語：巴彦淖爾平原）を含む「後套」（中国語：後套; 拼音: Hòutào）、東側は、包頭とフフホト周辺の土黙川平原（中国語：土黙川平原）を含む「前套」（中国語：前套; 拼音: Qiántào）とよばれる。
近隣の乾燥した砂漠/ステップ地帯とは異なり、河套は黄河や支流によってできた幅広い沖積平野であったため、牧畜や農業活動に非常に適した肥沃な草原である。様々なユーラシア遊牧民が東の中原や南の黄土高原、関中地域への襲撃の拠点として頻繁に使用された。
中国の歴史を通じて、この地域は特に漢や唐の時代において、北からの侵略者に対する主要な戦略的要衝だった。

## 経済

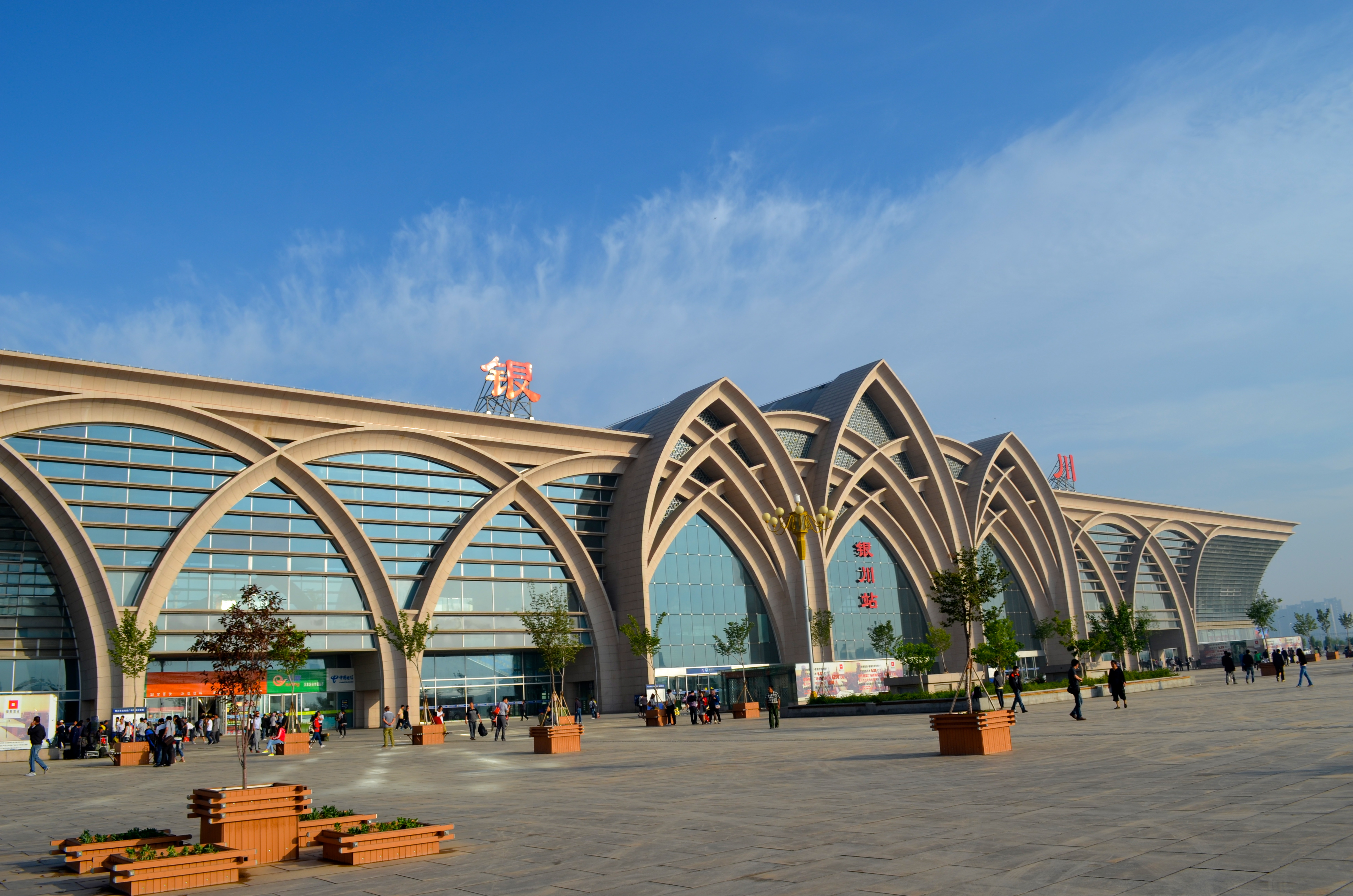
現在の銀川駅は河套地域を象形したといわれている。

古来、俗に「黄河百害、唯富一套」、「天下黄河富河套、富了前套富後套」（前套は河套の北西部、後套は北東部）などといわれて、土壌が肥沃で、灌漑が発達していて、小麦、米、大豆、コーリャン、ビートなどの農業が盛んであった。また、石炭、鉄、銅、貴金属の生産も豊富である。
現在では主要都市の工業も盛んである（包頭鋼鉄など）。